# Arnt Birkedal
Arnt Birkedal, né le 11 février 1959 à Stavanger, est un écrivain norvégien. Il est l'auteur de poèmes, de livres pour la jeunesse et de chansons, ayant souvent pour thème l'amour.
Arnt Birkedal est enseignant vacataire. Il a travaillé pendant 15 ans dans les écoles de base à tous les niveaux. Il débute en 1983 avec le recueil de poèmes Balladen om hålet i dørå (La Ballade par le trou dans la porte). Depuis 1998, il est auteur à temps plein. Il écrit à la fois en langue dialectale de Stavanger et en nynorsk.
La plupart de ses livres sont publiés par l'éditeur Nynorsk samlaget. En 2007, il reçoit le prix des éditeurs.En 2007, il reçoit le prix des éditeurs norvégiens (Samlagsprisen).
Arnt Birkedal vit et travaille à Stavanger.

## Œuvres
L'œuvre d'Arnt Birkedal est abondante mais peut se classer dans trois catégories : la fiction, tournée généralement (mais pas exclusivement) vers un lectorat juvénile, la poésie et la chanson, avec une prédominance de créations interprétées par le groupe Vamp,.

### Fiction
- 1994 : Inst inne (roman pour enfants)
- 1995 : Øya bortanfor den til King Kong (récit)
- 1996 : Det indre Tasta : ei kattehistorie (roman)
- 1998 : Valentin (raud, rosa, kvit dagbok) (livre pour la jeunesse)
- 2000 : Ein halvtimes stille i himmelen (livre pour la jeunesse)
- 2002 : Biblioteket på do (livre pour enfants)
- 2005 : Dyffel (livre pour la jeunesse)
- 2006 : Kaninar og kaninar (livre pour enfants)
- 2008 : Gaulevik (livre pour la jeunesse)
- 2011 : La stå! (livre pour enfants)
- 2012 : Reint sportslig (roman pour la jeunesse)[6]
- 2013 : Ei beine att (roman)
- 2014 : Svalesukk (livre pour la jeunesse)
- 2017 : Altså (roman pour la jeunesse)[7]
- 2021 : Natt til idrettsdag (livre pour enfants)[8]

### Poésie
- 1983 : Balladen om hålet i dørå
- 1985 : Adle de trøtte hestane
- 1987 : Tenk deg - John Lennon i gjendikting (poème en prose/chansons)
- 1989 : Draumar og dynejakker: dikt for ungdom (poésie pour la jeunesse)
- 1991 : Eg kan godt lika deg: unge dikt (poésie pour la jeunesse)
- 1993 : Ormen i Vaulavika
- 1996 : For alt eg veit : dikt, unge (poésie pour la jeunesse)
- 1997 : Brua før Widecombe : dikt og tekstar (poèmes et récits)
- 1999 : (og ho andre): dikt, draumar
- 1999 : To veker sist sommar (poème en prose)
- 2003 : Kvar gong
- 2004 : Is- og Donald svingane
- 2004 : Hynsahus : 45 songar (poème en prose/chansons)
- 2006 : Gliper
- 2007 : Hytteboka
- 2011 : Sinus (recueil de poésie)
- 2013 : Dikt i utval
- 2016 : Geografi
- 2018 : Ellinga, Meldinga, Sandnes-guten

### Chansons
- 1985 : Kom tebage ; Vie dagen te solå ; Visa i mai ; Viså di
  - in Trekkfugler[9] (de Ryfylke)
- 1990 : Fine Dag ; Fritidsvisa
  - in Barndomshjemmet[10] (de Løgnaslaget)
- 1993 : Hønsahus
  - in Godmorgen, søster[11] (de Vamp)
- 1994 : Ost ; Brista eller bera
  - in Horisonter[12] (de Vamp)
- 1995 : Dei blåe fjella
  - in Perlebandet[13] (de Rønnaug Foss Alsvik)
- 1996 : Jentene på landet ; Siste melding ; 13 humler
  - in 13 humler[14] (de Vamp)
- 1996 : Brista eller bera (live) ; Hønsahus (live) : Ost (live) ;
  - in Folken[15] (de Vamp)
- 1998 :Glag' i deg ; Hei på deg ; Sirkus av lys
  - in Flua på veggen[16] (de Vamp)
- 1999 : 13 Humler ; Sirkus Av Lys
  - in Ei med alt[17] (de Vamp)
- 2000 : Vier Dagen Til Sola ; Kveldsvise
  - in God morgen høst[18] (d’Aftenlandet)
- 2000 : Byen ; Ekorn over veien ; Løvetann og skvallerkål . På vei te butikken . Skjedå sjel .
  - in En annen sol[19] (de Vamp)
- 2000 : Du går og du går gjønå drømmen min ; Postdama
  - in Et spel (EP) (de Jarle Obrestad)
- 2001 : Byen
  - in Heart of Gold : de 20 skandinaviske sanger fra hjertet (de Fete Hits)
- 2002 : Fuglane vett ; Siste liten
  - in Månemannen[20] (de Vamp)
- 2003 : Glansa av jul
  - in Glans av jul (de Astrid Kloster Særvoll)
- 2005 : Vie dagen te solå ; Bare Bare ;
  - in Det beste fra aftenlandet[21] (d’Aftenlandet)
- 2006 : Fuglane Vett ; 13 Humler
  - in I full symfoni[22] (de Vamp)
- 2007 : Per Olav, fuglediktar
  - in Fjordblues (de POK 60)
- 2008 : Riv rav ruskande
  - Waltz With Me[23] (d’Annbjørg Lien)
- 2008 : 13 Humler
  - in Pøbelbandet Ramp med venner[24] (de Pøbelbandet Ramp)
- 2009 : Trosså (de Ragnhild Skaar)
- 2010 : Beist
  - in Alle e aleina[25] (de Jan Toft)
- 2010 : Gla' i deg
  - in I full symfoni II : Med Kringkastingsorkesteret[26] (de Vamp)
- 2011 :  2. Mai sang
  - in Hjemma igjen (de Ryfylke)
- 2012 : Vie dagen te sola
  - in Ei striba med lys (de Ryfylke)
- 2013 : 13 Humler ; Sirkus Av Lys ; Byen
  - in To me alt[27] (de Vamp)
- 2015 : For vêr og vind (single de Britt Synnøve Johansen & Olga Økland Molteberg)
- 2017 : (Te og fra) Bergen
  - in La la la[28] (de Vamp)

## Prix et distinctions
- 2009 : prix Teskjekjerring[a] (« prix Petite cuillère », prix Alf Prøysen de la littérature pour enfants)
- 2008 : Bourse Rasmus Løland
- 2007 : Prix de l'Éditeur (Samlagsprisen[b])
- 2007 : Bourse artistique de la Sparebanken Vest
- 2003 : Prix du Rogaland Mållag[29]
- 1996 : Prix culturel du Stavanger Mållag[30]